# Andrés Kim Taegon
Andrés Kim Taegon (en coreano Hangeul: 김대건 안드레아, y en coreano Hanja: 金大建) (Joseon, 21 de agosto de 1821-Seúl, Joseon, 16 de septiembre de 1846), fue el primer sacerdote católico de origen coreano. Canonizado por la Iglesia católica (1984). A finales del siglo XVII, la doctrina de la Iglesia católica de Corea comenzó lentamente a echar raíces, introducida por seglares. No fue hasta 1836 cuando Corea vio consagrarse a sus primeros misioneros. 

## Biografía
Nacido en familia nobiliaria de clase social que se llama yangban, los padres de Kim Taegon eran conversos y su padre fue también martirizado por practicar el cristianismo, una actividad prohibida en la Corea fuertemente confucionista de la época. Bautizado a la edad de 15 años, Andrés estudió en el seminario de la colonia portuguesa de Macao, hoy parte de China. Nueve años más tarde fue ordenado sacerdote en Shanghái (1845) por el obispo francés Jean Joseph Ferréol; Después volvió a Corea a predicar y evangelizar. Durante la dinastía Joseon, el cristianismo fue duramente suprimido, muchos cristianos fueron perseguidos y ejecutados; los católicos por tanto recurrieron a practicar en secreto su fe. Kim Taegon fue uno de los muchos miles de cristianos que fueron ejecutados en este tiempo. En 1846, a la edad de 25 años, fue torturado y decapitado cerca de Seúl en el río Han.
Sus últimas palabras fueron: 

En esta última hora de mi vida, escúchenme atentamente: si he mantenido comunicación con extranjeros, ha sido por mi religión y mi Dios. Es por él que yo muero. Mi vida inmortal está en su punto inicial. Conviértanse al cristianismo si desean la felicidad tras la muerte, porque Dios alberga castigo eterno para aquellos que rehusaron conocerle."

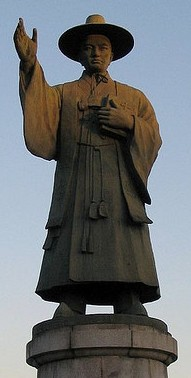
Estatua que representa a Andrés Kim Taegon

Antes de que el Padre Jean Joseph Ferréol, a la sazón primer obispo de Corea, muriera por asfixia el 3 de febrero de 1853, él deseaba ser enterrado junto a Andrés Kim, afirmando, “Nunca sabrán lo triste que fue para mí la pérdida de este joven sacerdote nativo. Amaba a su padre y le amaba a él; es un consuelo saber que ambos estarán en la felicidad eterna.”
El 6 de mayo de 1984, el papa Juan Pablo II canonizó a Andrés Kim Taegon junto a otros 103 mártires de Corea, incluido Pablo Chong Hasang, durante la visita que este realizó a Corea. Su memorial se celebra el 20 de septiembre del 2001.

## Cultura popular
En 2022 se hizo una película coreana sobre su vida, Birth,estrenada en España (2024) con el título de Nacimiento. El director y guionista es el coreano Park-Heung-sik.